# Bogdan Lubej
Bogdan Lubej, slovenski igralec, * 10. julij 1960, Ljubljana.
Lubej je postal znan po prvi otroški vlogi Petra v filmu Ne joči, Peter. Vloga je bila njegova zadnja, saj kasneje ni zaigral v nobenem drugem filmu. 

## Celovečerni filmi
- Ne joči, Peter, 1964